# Ibn Jinnī
Abū l-Fatḥ ʿUthmān ibn Jinnī (in arabo أبو الفتح عثمان بن جني‎?; Mosul, 920 – Baghdad, 1002) è stato un grammatico arabo.
Noto più  semplicemente come Ibn Jinnī, era figlio di uno schiavo greco di Sulaymān b. Fahd b. Aḥmad al-Azdī.
Fu discepolo di Abū ʿAlī al-Fārisī di Bassora, accanto al quale visse per circa 40 anni, fino alla morte del suo Maestro, operando sia alla corte ad Aleppo del condottiero arabo Sayf al-Dawla, sia a quella del buwayhide ʿAḍud al-Dawla nel Fārs.
Conobbe al-Mutanabbī, per il cui Dīwān scrisse due commentari di carattere grammaticale.
Viene accreditato da Ignaz Goldziher della fondazione della "scienza dell'etimologia".